# Visualización head-up

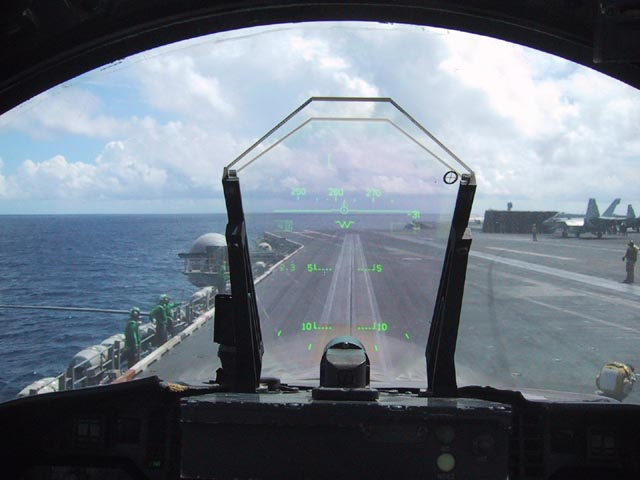
HUD en un F/A-18 Hornet

Una visualización cabeza-arriba, visualización head-up o simplemente HUD (de head-up display), es una pantalla transparente que presenta información al usuario, de tal forma que este no debe cambiar su punto de vista para ver dicha información. El origen del nombre proviene del hecho de que el usuario puede ver la información necesaria con la cabeza erguida (head up) y mirando al frente, en vez de bajar la cabeza para revisar los instrumentos.
En 1942, el avión militar británico de Havilland DH.98 Mosquito de la Real Fuerza Aérea británica (RAF) fue el primero en utilizar un verdadero HUD, que reflejaba el radar de información, incluido un horizonte artificial, en una pieza de vidrio justo en frente de los controles del piloto. En 1958, el avión de ataque a tierra británico Blackburn Buccaneer de la Marina Real británica utilizaba un sistema HUD con indicadores de velocidad aerodinámica, altitud, una línea de horizonte, rumbo, viraje/alabeo y deslizamiento/derrape.
Luego, el uso de HUD se expandió más allá de los aviones militares. En los años 1970, el HUD se introdujo en la aviación comercial y en 1988, el Oldsmobile Cutlass Supreme se convirtió en el primer automóvil de producción con pantalla frontal. Aunque su desarrollo inicial fue para las aeronaves militares, actualmente se utilizan estos sistemas en la aviación civil, automóviles, etc.

## Tipos
Hay dos tipos de HUD:

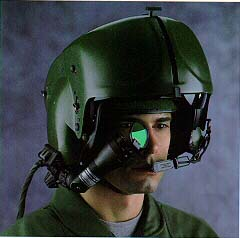
Una IHADSS, la HMD desarrollada expresamente para el AH-64 Apache

1. Los HUD fijos obligan al usuario a mirar a través de la pantalla anclada al fuselaje del vehículo. Este sistema determina la información que debe representar según la posición y orientación del vehículo. Este es el sistema utilizado en la mayoría de aeronaves y es una tecnología que se ha adaptado para algunos coches.
2. Los sistemas adjuntos al casco de vuelo o helmet-mounted display (HMD), son un desarrollo del HUD, si bien su principal virtud es que la información se mueve siguiendo los movimientos de la cabeza del tripulante. Los cazas modernos, como el F/A-18, F-22 o Eurofighter Typhoon, utilizan un sistema combinado de ambos tipos. El F-35 Lightning II es el primer avión militar moderno que se ha desarrollado únicamente para usar HMD.